# Gypsophila paniculata
Gypsophila paniculata, comummente conhecida como cravo-de-amor ou gipsófila (nome que partilha com as mais das espécies do género Gypsophila), é uma  planta herbácea anual, pertencente à família das Cariofiláceas, amiúde cultivada pelas suas qualidades ornamentais.

## Etimologia
Quanto ao nome científico desta espécie:
- O nome genérico, Gypsophilia,[4] provém da aglutinação dos étimos gregos antigos γύψος (gipsos), que significa «gesso»[5] e φίλος (filos), que significa «amor, amizade, afinidade»,[6] por alusão à atreição das espécies deste género por solos com substracto gípseo.[7]

- O epíteto específico, paniculata, provém do latim moderno,e significa «dotada de tufos ou panículas».[8]

## Distribuição
Esta espécie é originaria de Europa Oriental, Sibéria e Ásia Central.

### Ecologia
O cravo-de-amor medra nas estepes e em solos secos arenosos e pedregosos, com substracto calcário e gípseo, à guisa do que sucede com as demais espécies do género Gypsophila, que significa "amante do gesso".

## Descrição

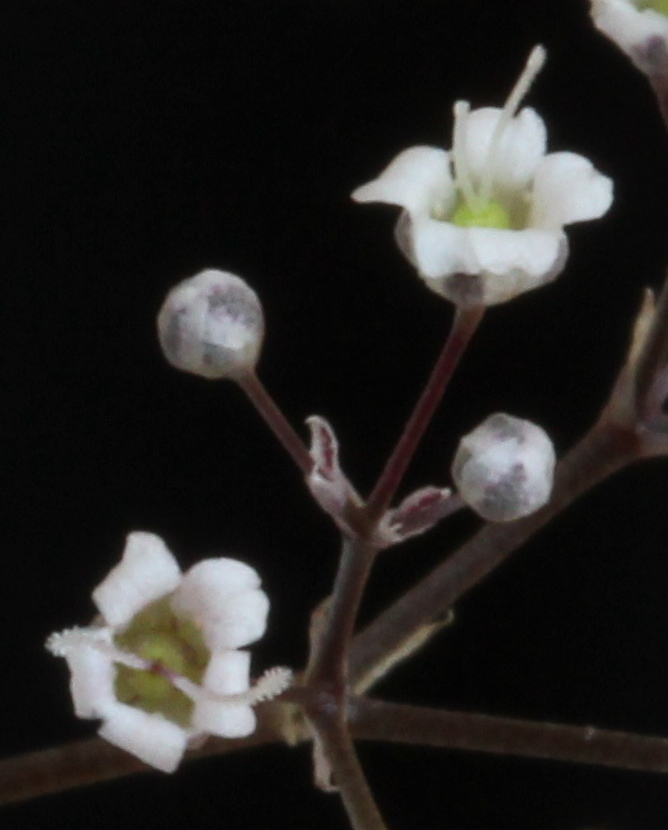
Duas flores de Gypsophila paniculata

Esta planta mede entre 90 e 120 centímetros e tem inúmeras panículas de pequenas flores, que medem entre 3 a 10 milímetros de diâmetro, dotadas de cinco pétalas brancas. O cravo-de-amor floresce durante o Verão, sendo inclusive capaz de suportar secas, depois de já estar bem estabelecida. Nas regiões tropicais é susceptível de se cultivar durante todo o ano, com excepção do Inverno, devido à sua sensibilidade ás temperaturas baixas e à humidade.
O cravo-de-amor precisa de grandes quantidades de luz solar directa.

## Taxonomia
A espécie Gypsophila paniculata foi descrita por  Carlos Lineu  e publicada em Species Plantarum , em 1753.
Sinonímia
- Arrostia paniculata Raf.
- Gypsophila effusa Tausch
- Gypsophila hungarica Borbás
- Gypsophila manginii auct.
- Gypsophila paniculata var. adenopoda Borbás ex Hallier
- Gypsophila parviflora Moench
- Gypsophila tatarica Gueldenst.
- Lychnis procera Ledeb.
- Saponaria paniculata (L.) H.Neumayer[14]